# The Village Blacksmith (film 1913 Pollard)
The Village Blacksmith è un cortometraggio muto del 1913 diretto da Harry A. Pollard. La storia prende spunto dall'omonima poesia di Henry Wadsworth Longfellow che riesce a toccare il cuore di una donna arida.

## Trama
La ricca signora Newton non è riuscita a trovare nella vita alcun interesse e conduce un'esistenza oziosa e inutile. Neanche la piccola Blanche, sua figlia, riesce a suscitare il suo amore, sempre affidata alle governanti, tanto che lei la vede ormai molto raramente. Un giorno la bambina, tornata da scuola tutta entusiasta, le dice che tutti gli scolari hanno formato una società di assistenza per bambini poveri e che le madri sono invitate a partecipare all'iniziativa. La signora Newton le risponde che non può preoccuparsi di tali cose, provocando le lacrime di Blanche.

Riprendendo la lettura, lo sguardo della signora Newton si posa accidentalmente sulla poesia "Il fabbro del villaggio", dove Longfellow scrive della dura fatica quotidiana del fabbro che, rimasto vedovo, deve accudire anche ai suoi tre figli ma che quelle fatiche gli procurano la notte il sonno del giusto.

La signora Newton si rende conto adesso che la sua vita è noiosa perché inutile. Si pente per la sua riluttanza ad aiutare gli altri e va dalla figlia. La piccola, ancora in lacrime, sta per andare a letto. La madre manda via la governante e si cura lei di Blanche, promettendole che parteciperà a quell'iniziativa benefica. La piccola si addormente felice in braccio alla madre che rivede il fabbro come una visione: anche lei si è guadagnata una notte di riposo.

## Produzione
Il film fu prodotto dalla Powers Picture Plays.

## Distribuzione
Distribuito dall'Universal Film Manufacturing Company, il film - un cortometraggio in una bobina - uscì nelle sale cinematografiche degli Stati Uniti il 6 agosto 1913.